# Charles Francis Hall
Charles Francis Hall (Rochester, 1821 – Groenlandia, 8 novembre 1871) è stato un esploratore statunitense dell'Artide.

## Gioventù
Si conosce poco della gioventù di Hall. Nacque nello stato del Vermont, ma quando era bambino la sua famiglia si trasferì a Rochester (New Hampshire), dove da ragazzo divenne apprendista di un fabbro. Negli anni 1840 si sposò e si trasferì ad ovest, giungendo a Cincinnati nel 1849. Qui entrò nel mercato costruendo sigilli e targhe incise, prima di pubblicare piccoli giornali quali The Cincinnati Occasional e The Daily Press.

## Prima spedizione artica

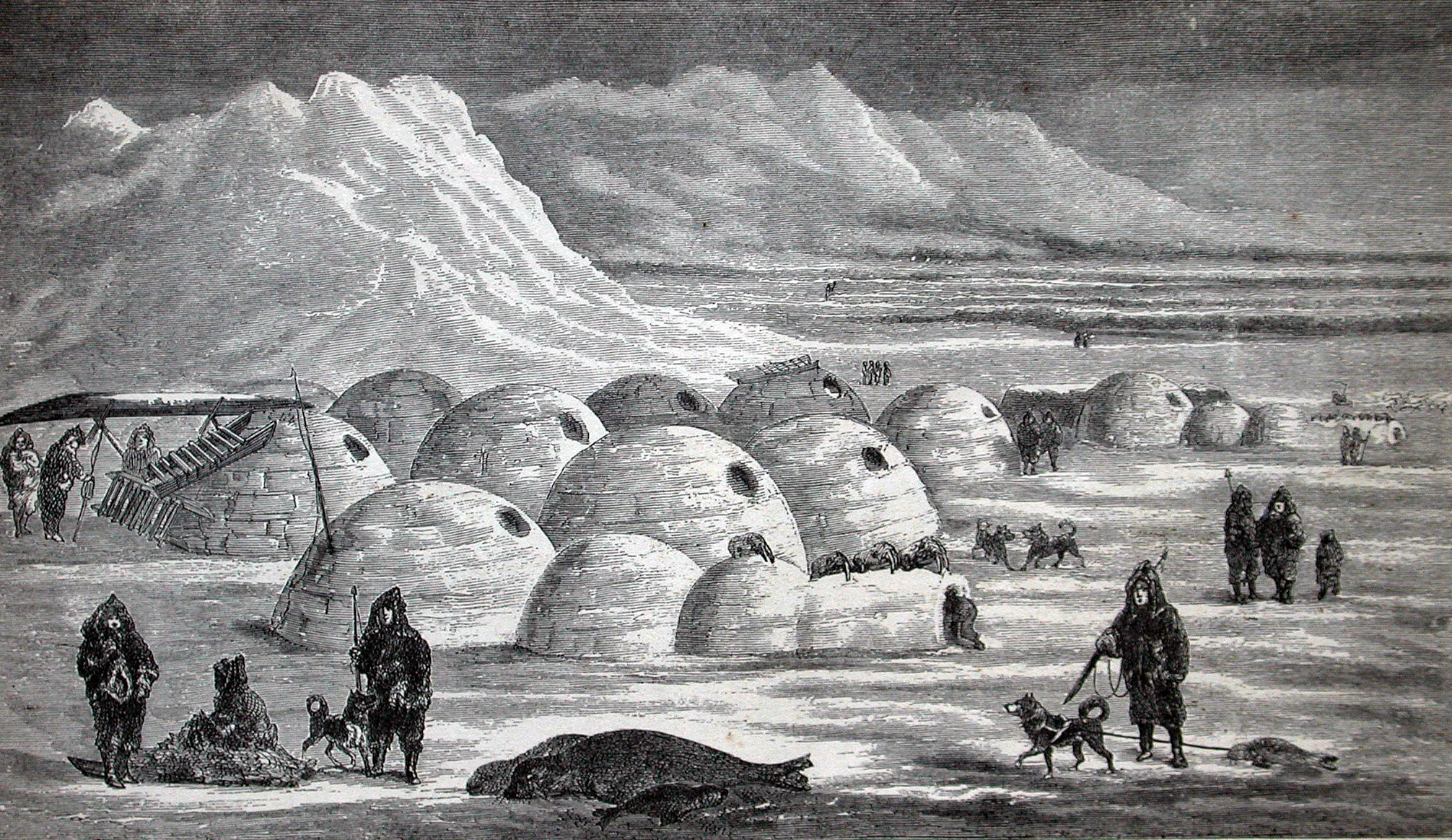
Villaggio Inuit nei pressi della baia di Frobisher, tratto da Arctic Researches and Life Among the Esquimaux di Hall, 1865

Attorno al 1857 Hall iniziò ad interessarsi all'Artide, passò gli anni immediatamente seguenti studiandosi i resoconti dei precedenti esploratori e cercando di racimolare i soldi per organizzare una spedizione con l'intenzione di scoprire il destino della spedizione perduta di John Franklin.
Nel 1860 Hall iniziò la sua prima spedizione (1860–1863) ottenendo un passaggio fuori da New Bedford a bordo della baleniera George Henry col capitano Sidney O. Budington, il cui zio James Budington aveva recuperato la nave esplorativa di Edward Belcher, la HMS Resolute sempre a bordo della George Henry. Giunse all'isola di Baffin dove la George Henry fu obbligata a fermarsi per l'inverno. Gli Inuit parlarono ad Hall dei resti dell'avventura di Martin Frobisher nella baia di Frobisher sull'isola di Baffin. Hall vi si recò subito per vederlo con i suoi occhi, facendosi aiutare dalle guide Inuit Ebierbing ("Joe") e Tookoolito ("Hannah").
Hall scoprì anche quello che considerò una prova del fatto che alcuni membri della spedizione di Franklin potrebbero essere stati ancora vivi. Al suo ritorno a New York, Hall convinse la Harper Brothers a pubblicare il suo racconto sulla spedizione, Arctic Researches and Life Among the Esquimaux. Era stato scritto da un marinaio e scrittore britannico, William Parker Snow, anch'egli ossessionato dal destino di Franklin. I due litigarono (soprattutto perché Parker Snow era molto lento nello scrivere il manoscritto), e tra le altre cose Parker Snow accusò Hall di aver usato le proprie idee per la ricerca di Franklin senza concedergli il dovuto credito.

## Seconda spedizione artica
Nel 1863 Hall organizzò una seconda spedizione per cercare altri indizi relativi al destino di Franklin, compresa la ricerca degli eventuali sopravvissuti o dei loro diari. Il primo tentativo fu effettuato con la scuna Active da 95 tonnellate e fu abbandonato, probabilmente a causa della mancanza di finanziamenti per colpa della guerra di secessione americana, e per l'ormai logora relazione con il secondo in comando Parker Snow. Nel luglio 1864 una piccolissima spedizione partì a bordo della baleniera Monticello.
Nel corso della seconda spedizione (1864–1869) all'isola di Re Guglielmo trovò resti e manufatti della spedizione Franklin, svolgendo altre ricerche tra i nativi della zona. Hall capì che le storie che parlavano di sopravvissuti erano incomprensibili ed inaffidabili. Fu disilluso dagli Inuit scoprendo che i resti della spedizione di Franklin erano stati deliberatamente abbandonati per la fame. Non considerò che sarebbe stato impossibile per la popolazione locale sostenere un gruppo tanto numeroso.

## Spedizione Polaris

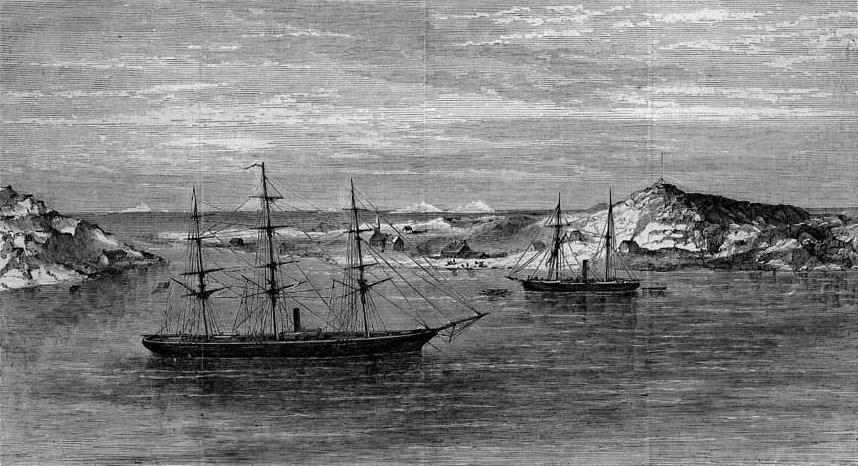
Polaris (destra) e Congress a Godhaven, isola di Disko, al largo della costa della Groenlandia, incisione su legno da Harper's Weekly, maggio 1873

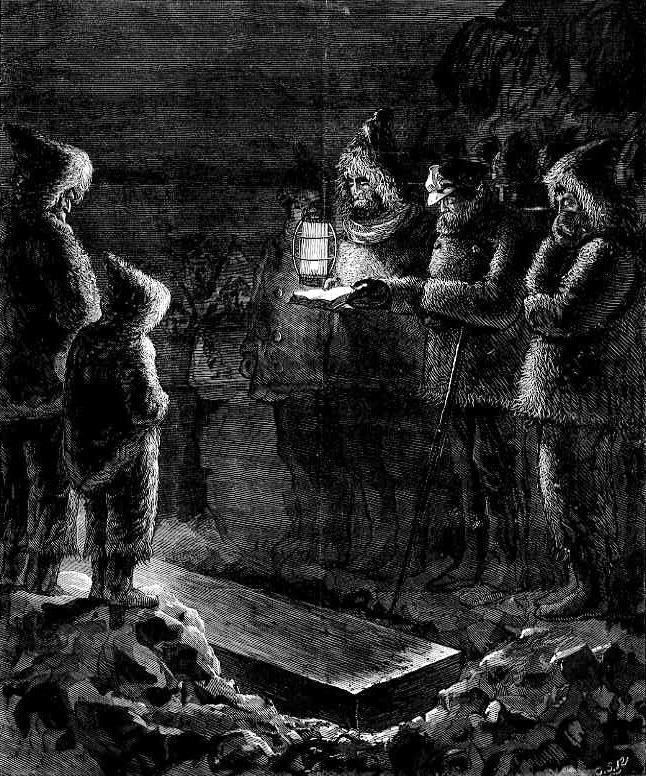
La tomba del capitano Hall

La terza spedizione di Hall fu di tipo totalmente diverso. Ricevette 50 000 dollari dal Congresso degli Stati Uniti d'America per guidare una spedizione al polo nord sulla nave Polaris. Il gruppo di 25 persone comprendeva anche il vecchio amico di Hall, Budington, come maestro di vela, George Tyson come navigatore e Emil Bessels, medico e naturalista tedesco come capo del gruppo scientifico. La spedizione ebbe problemi fin dalla partenza quando l'equipaggio si divise in fazioni. L'autorità di Hall sulla spedizione non era ben vista dalla maggior parte della ciurma, e si perse la disciplina.
La Polaris entrò a Thank God Harbor (oggi Hall Bay) il 10 settembre 1871 rimanendo per l'inverno sulla costa settentrionale della Groenlandia. Quell'autunno, tornando alla nave da una spedizione in slitta con una guida Inuit, Hall si ammalò improvvisamente dopo aver bevuto una tazza di caffè, e collassò. La settimana successiva soffrì di vomito e delirio, prima di cominciare a migliorare. Accusò molti degli uomini dell'equipaggio, tra cui Bessels, di averlo avvelenato. Poco dopo Hall iniziò a soffrire gli stessi sintomi, ed infine morì l'8 novembre. Hall fu portato a terra dove fu sepolto con una cerimonia formale.
Il comando della spedizione passò a Budington, che guidò una spedizione alla ricerca del polo nel giugno 1872. Non ebbe successo e la Polaris virò verso sud. Il 12 ottobre la nave fu intrappolata dai ghiacci a Smith Sound e fu sul punto di venire schiacciata. Diciannove membri dell'equipaggio e le guide eschimesi abbandonarono la nave trasferendosi sul ghiaccio, mentre in quattordici rimasero a bordo. La Polaris si incagliò nei pressi di Etah e si ruppe il 24 ottobre. Dopo aver passato a terra l'inverno, l'equipaggio salpò verso sud con due barche e fu salvato da una baleniera, riuscendo così a raggiungere casa passando dalla Scozia.
L'anno dopo i resti del gruppo tentarono di liberare la Polaris dalla banchisa per dirigerla a sud. Un gruppo, tra cui Tyson, si divise dagli altri quando il ghiaccio si ruppe violentemente minacciando di rompere la nave nell'autunno del 1872. Il gruppo di 19 persone andò alla deriva sul pack per i successivi sei mesi e per oltre 2300 km prima di venire salvati al largo della costa di Terranova dalla Tigress il 30 aprile 1873.

## Investigazione
L'investigazione ufficiale che seguì dedusse che Hall era morto per un colpo apoplettico. Nel 1968 il biografo di Hall, Chauncey Chester Loomis, professore del Dartmouth College, effettuò una spedizione in Groenlandia per riesumare il corpo di Hall. A causa del permafrost, il corpo di Hall, la bandiera sudario, i vestiti e la bara si erano molto ben conservati. Gli esami sui campioni di tessuto di ossa, unghie e capelli dimostrarono che Hall morì avvelenato da grandi dosi di arsenico somministrate nelle sue ultime due settimane di vita. Questa diagnosi è consistente con i sintomi descritti dai membri del gruppo. È possibile che Hall si somministrasse da solo il veleno, dato che l'arsenico era un ingrediente comune della ciarlataneria del tempo.